# Stabroek (Belgique)
Pour l’article homonyme, voir Stabroek.
Stabroek est une commune néerlandophone de Belgique située en Région flamande dans la province d'Anvers. La commune actuelle a vu le jour le 1er janvier 1977 par la fusion du noyau de la commune de Stabroek (avec la cité résidentielle Stabroeks) avec l'entité d'Hoevenen
En 2006, la commune a été couronnée du prix de la commune la moins polluante de Flandre.

## Sections de la commune
| # | Section  | Superf. (km²) | Habitants (2020) | Habitants par km² | Code INS |
| - | -------- | ------------- | ---------------- | ----------------- | -------- |
| 1 | Stabroek | 13,49         | 10.264           | 761               | 11044A   |
| 2 | Hoevenen | 7,69          | 8.520            | 1.108             | 11044B   |

## Héraldique
|  | La commune possède des armoiries qui lui ont été octroyées le September 12, 1924 and again without supporter on July 7, 1987. Elles proviennent des armoiries de la famille Van Haeze, seigneurs de Stabroek, de la fin du XVIe siècle jusqu'en 1762. Pourquoi, en 1924, le conseil communal demanda les armoiries de cette famille et non pas de l'une des autres familles qui possédaient le domaine pendant un certain temps n'est pas connu. Les anciennes armoiries montraient Sainte Catherine, la patronne locale, en support. Blasonnement : Écartelé au premier et au quatrième d'or, trois barres de sable à gauche, accompagnées de cinq gâteaux du même placés 1, 2 et 2, et dans le coin inférieur gauche d'une fleur de lys d'azur 2. et 3. d'azur à une étoile argentée à huit branches. (Traduction libre) Source du blasonnement : Heraldy of the World. |

## Démographie

### Évolution démographique: Avant la fusion des communes
- Sources : INS, Rem. : 1831 jusqu'en 1970 = recensements, 1976 = nombre d'habitants au 31 décembre[3].

### Évolution démographique de la commune fusionnée
En tenant compte des anciennes communes entraînées dans la fusion de communes de 1977, on peut dresser l'évolution suivante :
- Source : DGS - Remarque: 1806 jusqu'à 1981=recensement; depuis 1990=nombre d'habitants chaque 1er janvier[4]
- 1866: L'augementation du nombre d'habitants résulte de la création de la nouvelle commune de Hoevenen (érigé en 1866) dont le territoire était auparavant partagé entre les communes de Kapellen et Ekeren.

## Personnalités
- Zjuul Krapuul (chanteur du groupe Katastroof)